# EHF-Pokal der Frauen 2007/08
Am EHF-Pokal 2007/08 nahmen insgesamt 55 Handball-Vereinsmannschaften teil, die sich in der vorangegangenen Saison in ihren Heimatländern für den Wettbewerb qualifizieren konnten. Es war die 27. Austragung des EHF-Pokals. Die Pokalspiele begannen am 31. August 2007, das Rückrundenfinale fand am 24. Mai 2008 statt. Sieger des EHF-Pokals in diesem Jahr wurde der russische Verein GK Dinamo Wolgograd. Titelverteidiger des EHF-Pokals ist der russische Verein Swesda Swenigorod.

## 1. Runde
Die Begegnungen der ersten Runde fanden am 31. August; 1./7. September und am 2./9. September 2007 statt.
|                        | Gesamt  |                   | Hinspiel | Rückspiel |
| ---------------------- | ------- | ----------------- | -------- | --------- |
| HK Lokomotiv Varna     | 60 : 68 | Spono Nottwil     | 28 : 32  | 32 : 36   |
| CHEV Handball Diekirch | 41 : 57 | Garadag HC Baku   | 17 : 28  | 24 : 29   |
| ŽRK Nikšić             | 49 : 48 | Stjørnan Klaksvík | 26 : 20  | 23 : 28   |

## 2. Runde
Die Begegnungen der zweiten Runde fanden am 28.-30 September; 5.–7. Oktober und am 29./30. September; 6./7. Oktober 2007 statt.
|                              | Gesamt  |                               | Hinspiel | Rückspiel |
| ---------------------------- | ------- | ----------------------------- | -------- | --------- |
| TSV Bayer 04 Leverkusen      | 77 : 29 | HBC Bascharage                | 35 : 11  | 42 : 18   |
| Cornexi-Alcoa Székesfehérvár | 65 : 38 | Fémina Visé                   | 37 : 17  | 28 : 21   |
| SD Itxako Estella Navarra    | 61 : 34 | Gil Eanes/Lagos               | 34 : 18  | 27 : 16   |
| Üsküdar B.S.K. Istanbul      | 61 : 75 | HK Kuban Krasnodar            | 30 : 36  | 31 : 39   |
| DHC Slavia Prag              | 46 : 38 | Tecton WAT Atzgersdorf        | 21 : 18  | 25 : 20   |
| Ikast-Bording EH             | 94 : 22 | Pelplast Handball Salerno     | 44 : 14  | 50 : 8    |
| Panellinios Lefkosias        | 31 : 90 | Interferie Zagłębie Lubin     | 17 : 49  | 14 : 41   |
| Levanger HK                  | 68 : 27 | HK Druts-University Belinichi | 36 : 10  | 32 : 17   |
| HCM Baia Mare                | 53 : 35 | Skövde HF                     | 23 : 13  | 30 : 22   |
| Elda Prestigio               | 52 : 51 | Randers HK                    | 28 : 24  | 24 : 27   |
| Dinamo Petrhemija Pančevo    | 61 : 39 | O.F.N. Ionias                 | 29 : 19  | 32 : 20   |
| NP GK Rostow-Don             | 57 : 53 | ŽRK Trogir                    | 32 : 28  | 25 : 25   |
| RK Kale Kičevo               | 42 : 59 | US Biganos HB                 | 21 : 30  | 21 : 29   |
| HK Halytschanka Lwiw         | 78 : 49 | Spono Nottwil                 | 45 : 26  | 33 : 23   |
| ŽRK Nikšić                   | 26 : 82 | GK Dinamo Wolgograd           | 14 : 44  | 12 : 38   |
| KH Kosova Vushtrri           | 00 : 20 | ŽRK Knjaz Miloš Aranđelovac   | 0 : 10   | 0 : 10    |
| SPES Kefalovrisos            | 42 : 93 | LC Brühl Handball             | 16 : 53  | 26 : 40   |
| Garadag HC Baku              | 34 : 84 | Dunaferr NK                   | 14 : 46  | 20 : 38   |
| Van der Voort Quintus        | 55 : 52 | ŽRK Borac Banja Luka          | 29 : 25  | 26 : 27   |
| Edilcinque Sassari           | 50 : 53 | Eglė-Šviesa Vilnius           | 24 : 31  | 26 : 22   |

## 3. Runde
Die Begegnungen der 3. Runde fanden am 3./4./9./10. November und am 4./10./11. November 2007 statt.
|                           | Gesamt   |                              | Hinspiel | Rückspiel |
| ------------------------- | -------- | ---------------------------- | -------- | --------- |
| IUVENTA Michalovce        | 64 : 54  | Levanger HK                  | 36 : 28  | 28 : 26   |
| Elda Prestigio            | 56 : 53  | Balonmano Sagunto            | 29 : 25  | 27 : 28   |
| Byåsen IL                 | 78 : 45  | LC Brühl Handball            | 40 : 25  | 38 : 20   |
| HK Halytschanka Lwiw      | 62 : 61  | BNTU-Belaz Minsk Reg.        | 36 : 33  | 26 : 28   |
| AC Ormi-Loux Patras       | 52 : 53  | ŽRK Knjaz Miloš Aranđelovac  | 26 : 26  | 26 : 27   |
| TSV Bayer 04 Leverkusen   | 54 : 54* | GK Dinamo Wolgograd          | 32 : 26  | 22 : 28   |
| HCM Baia Mare             | 50 : 61  | Ikast-Bording EH             | 29 : 26  | 21 : 35   |
| DHC Slavia Prag           | 32 : 62  | HB Metz Moselle Lorraine     | 17 : 36  | 15 : 26   |
| Aalborg DH                | 54 : 56  | Cornexi-Alcoa Székesfehérvár | 28 : 26  | 26 : 30   |
| Madeira Andebol SAD       | 48 : 62  | Dinamo Petrhemija Pančevo    | 19 : 33  | 29 : 29   |
| Eglė-Šviesa Vilnius       | 58 : 77  | Milli Piyango SK             | 32 : 31  | 26 : 46   |
| SD Itxako Estella Navarra | 54 : 42  | HK Kuban Krasnodar           | 30 : 17  | 24 : 25   |
| HK Motor Saporischschja   | 63 : 37  | Van der Voort Quintus        | 33 : 18  | 30 : 19   |
| Dunaferr NK               | 61 : 49  | NP GK Rostow-Don             | 33 : 23  | 28 : 26   |
| US Biganos HB             | 57 : 55  | UMF Stjarnan                 | 27 : 26  | 30 : 29   |
| SPR Lublin                | 73 : 68  | Interferie Zagłębie Lubin    | 40 : 30  | 33 : 38   |

* GK Dinamo Wolgograd qualifizierte sich aufgrund der Auswärtstorregel für die nächste Runde.

## Achtelfinale
Die Begegnungen des Achtelfinales fanden am 9./10./15./16. Februar und am 16./17. Februar 2008 statt.
|                             | Gesamt  |                              | Hinspiel | Rückspiel |
| --------------------------- | ------- | ---------------------------- | -------- | --------- |
| HK Halytschanka Lwiw        | 48 : 58 | Byåsen IL                    | 26 : 27  | 22 : 31   |
| HK Motor Saporischschja     | 43 : 50 | Elda Prestigio               | 25 : 22  | 18 : 28   |
| SD Itxako Estella Navarra   | 53 : 47 | Cornexi-Alcoa Székesfehérvár | 27 : 21  | 26 : 26   |
| Ikast-Bording EH            | 66 : 52 | Milli Piyango SK             | 36 : 22  | 30 : 30   |
| Dinamo Petrhemija Pančevo   | 51 : 59 | HB Metz Moselle Lorraine     | 24 : 29  | 27 : 30   |
| GK Dinamo Wolgograd         | 56 : 51 | IUVENTA Michalovce           | 29 : 20  | 27 : 31   |
| ŽRK Knjaz Miloš Aranđelovac | 53 : 83 | Dunaferr NK                  | 29 : 43  | 24 : 40   |
| US Biganos HB               | 53 : 55 | SPR Lublin                   | 26 : 26  | 27 : 29   |

## Viertelfinale
Die Begegnungen des Achtelfinales fanden am 8./9. März und am 15./16. März 2008 statt.
|                          | Gesamt   |                           | Hinspiel | Rückspiel |
| ------------------------ | -------- | ------------------------- | -------- | --------- |
| GK Dinamo Wolgograd      | 59 : 52  | SPR Lublin                | 30 : 20  | 29 : 32   |
| Byåsen IL                | 57 : 60  | Dunaferr NK               | 29 : 28  | 28 : 32   |
| HB Metz Moselle Lorraine | 48 : 48* | SD Itxako Estella Navarra | 28 : 28  | 20 : 20   |
| Ikast HB                 | 58 : 54  | Elda Prestigio            | 32 : 31  | 26 : 23   |

* SD Itxako Estella Navarra qualifizierte sich aufgrund der Auswärtstorregel für die nächste Runde.

## Halbfinale
Die Begegnungen des Halbfinals fanden am 20. April und am 26./27. April 2008 statt.
|                  | Gesamt  |                           | Hinspiel | Rückspiel |
| ---------------- | ------- | ------------------------- | -------- | --------- |
| Dunaferr NK      | 49 : 51 | SD Itxako Estella Navarra | 27 : 23  | 22 : 28   |
| Ikast-Bording EH | 65 : 70 | GK Dinamo Wolgograd       | 37 : 31  | 28 : 39   |

## Finale
Die Begegnungen des Finals fanden am 17. Mai und am 24. Mai 2008 statt.
|                     | Gesamt  |                           | Hinspiel | Rückspiel |
| ------------------- | ------- | ------------------------- | -------- | --------- |
| GK Dinamo Wolgograd | 50 : 45 | SD Itxako Estella Navarra | 27 : 25  | 23 : 20   |